# Kurt Schönbohm
Kurt Schönbohm (* 7. Januar 1908 in Hamburg; † 23. Januar 1997 in Köln) war ein deutscher Gartenarchitekt und zuletzt von 1951 bis 1973 Leiter des Grünflächenamtes der Stadt Köln.

## Leben
Kurt Schönbohm entstammte einer Familie, in der der Gärtnerberuf schon zur Tradition gehörte. So absolvierte auch er eine Ausbildung im Gartenbau, die er am 21. Februar 1928 mit der Gehilfenprüfung abschloss. Zu seiner Fortbildung belegte er 1929 an der Landwirtschaftlichen Hochschule in Berlin das neu eingerichtete Studienfach Gartengestaltung. Er war hier unter anderem Schüler von Erwin Barth. Zusätzliche Kenntnisse in Kunst und Zeichnen vermittelte ihm auch Karl Schmidt-Rottluff. Nach Abschluss seines Studiums im Jahr 1932 erhielt Schönbohm ein mit der Note „sehr gut“ benotetes Diplom ausgestellt.
Von 1933 bis Ende 1934 war Schönbohm mit Entwurfs- und Planungsaufgaben für private und öffentliche Grünanlagen bei der von Gustav Allinger und Hermann Roth gegründeten Deutschen Park- und Grünanlagengestaltung GmbH tätig. Es folgten Aufgaben für das Garten- und Friedhofsamt Bremen (1935/1936), das Stadtgartenamt Nürnberg (1936/1937) und Arbeiten für die Reichsgartenschau Stuttgart (Büro Matern 1937/1939). Von 1939 bis 1940 stand er leitend dem Wuppertaler Gartenamt vor. Es folgte seine Einberufung zum Kriegsdienst im Zweiten Weltkrieg von 1940 bis 1945. Danach nahm Schönbohm seine Tätigkeit in Wuppertal wieder auf und setzte sie bis 1949 fort. Nach kurzer freiberuflicher Tätigkeit übernahm er am 15. Januar 1951 die Leitung des Grünflächenamtes der Stadt Köln.
Schönbohm schuf zahlreiche Garten- und Wasseranlagen in Köln. So war er unter anderem maßgeblich an der Gestaltung des Kölner Rheinparks sowie des Aachener Weihers beteiligt. Im Jahr 1956 entwarf er auf dem Kölner Neumarkt eine große Springbrunnenanlage mit 3 bogenförmigen Fontänen, welche ihr Wasser in eine leicht vertiefte Mulde verteilten. Obwohl die Brunnenanlage den Platz aufwertete, wurde sie 1993 stillgelegt, jedoch im Jahr 2024 durch einen Neubau an selber Stelle ersetzt und am 7. Juni 2024 eingeweiht.

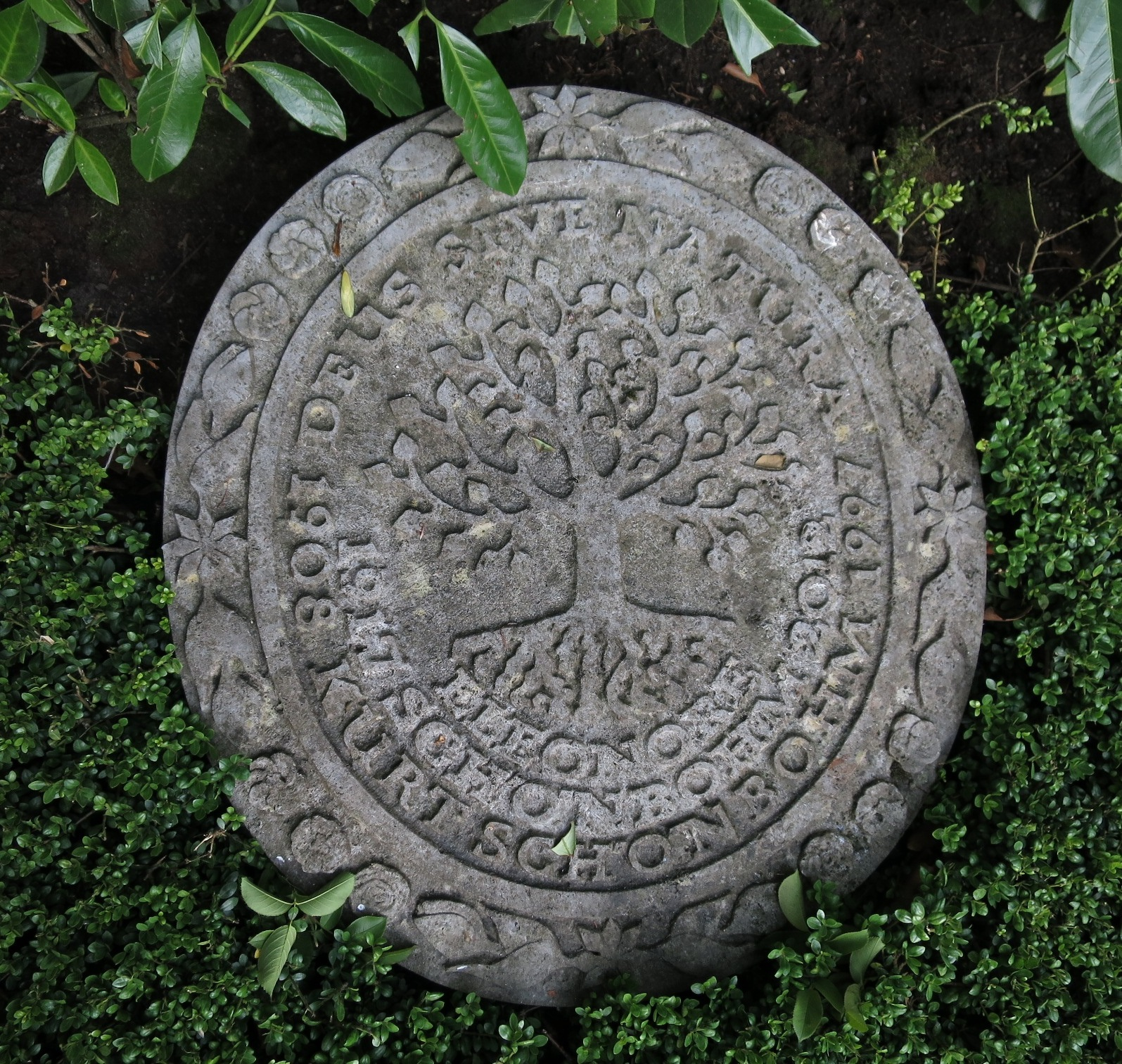
Grabstein auf dem Melaten-Friedhof

## Wirken
Schönbohm, der seine Arbeit in der stark zerstörten Stadt aufnahm, machte die Not zur Tugend, indem er die Trümmermassen auf den äußeren Freiflächen zu Hügellandschaften formen und bepflanzen ließ. Seine schon in Stuttgart mit der Planung zur Reichsgartenschau gewonnenen Erfahrungen konnte er nun in Köln einbringen. Mit seinen Entwürfen für die Bundesgartenschauen der Jahre 1957 im Rheinpark und 1971 im Rheinpark und der Riehler Aue trug er maßgeblich zu deren Erfolg bei.
Schönbohm starb 1997 im Alter von 89 Jahren. Seine Grabstätte befindet sich auf dem Kölner Friedhof Melaten (Lit J Nr. 298-99).

## Schriften
- Rund um den Kölner Stadtwaldweiher. Ein Brevier für Spaziergänger. Greven, Köln 1964.
- (mit Harro Koch): Flora, Zoo und Rheinpark in Köln. Grünflächenamt der Stadt Köln, o. J. (1968).
- Hermann Pückler zum hundertsten Todestag. Euroflora-Klette, Aachen 1971.
- Grünanlagen 1945–1975. J. P. Bachem, Köln 1988, ISBN 3-7616-0938-8.